# Friederike Range
Friederike Range (* 12. Oktober 1971 in Bad Pyrmont) ist eine deutsche Verhaltensforscherin.

## Leben
Range machte ihr Abitur am Engelbert-Kaempfer-Gymnasium in Lemgo und studierte bis zum Diplom an der Universität Bayreuth Biologie. An der University of Pennsylvania promovierte sie über das Sozialverhalten von Rußmangaben im Nationalpark Taï.
Nach einem Aufenthalt an der Konrad Lorenz Forschungsstelle in Grünau im Almtal forschte Range an Hunden an der Universität Wien. Dort entstand unter anderem eine Studie zum Nachahmungsverhalten von Hunden, analog zur Studie über das Nachahmungsverhalten von Kleinkindern des ungarischen Psychologen György Gergely aus dem Jahr 2002. Die Studie kommt zu dem Schluss, dass Hunde das Verhalten anderer Hunde nur dann nachahmen, wenn es ihnen effizient erscheint. Diese Arbeiten wurden 2008 mit dem Focus of Excellence, einem Nachwuchs-Forschungspreis der Fakultät der Lebenswissenschaften der Universität Wien, gewürdigt.
Das Ergebnis einer Studie, die der Frage nachging, wie Hunde auf ungleiche Behandlung reagieren (mit jeweils zwei Hunden, die für das Pfotegeben belohnt und andererseits nicht belohnt wurden), erschien im Jahr 2009 in den Proceedings of the National Academy of Sciences und erregte internationales Aufsehen.
Range ist Mitbegründerin des Wolf Science Centers, das in Kooperation mit dem Konrad Lorenz Forschungszentrum in Grünau entstand und im Jahr 2009 nach Ernstbrunn übersiedelte. Dort ist in Zusammenarbeit mit Forschern von der Loránd-Eötvös-Universität Budapest eine Publikation zum Thema Unterschied Wolf – Hund entstanden, die auch in Science vorgestellt wurde. 2010 erschien eine Studie, die besagt, dass Hunde ihre Halter imitieren. Weiterhin beschäftigte sie sich mit dem Sozialverhalten von Weißbüscheläffchen.
Mit Ludwig Huber wechselte Range als Universitätsassistentin im September 2011 an das Messerli-Institut für Mensch-Tier-Beziehung der Veterinärmedizinischen Universität Wien.
Sie lebt in Wien und hat zwei Kinder.

## Auszeichnungen
Range wurde 2009 als Rising Star der American Psychological Association nominiert. 2010 erhielt sie den Förderungspreis der Stadt Wien und war wissenschaftliche Mitorganisatorin des Canine Science Forums. 2012 erhielt sie den Distinguished Scientific Award for Early Career Contribution to Psychology der American Psychological Association, der jährlich an exzellente junge Wissenschaftler verliehen wird, die in ihrer Laufbahn bereits bedeutende Beiträge zur psychologischen Forschung geliefert haben. 2012 erhielt sie einen ERC Starting Grant des Europäischen Forschungsrats, verbunden mit knapp 1,3 Mio. EUR Forschungsmitteln. 2013 wurde Friederike Range als Mitglied in die Junge Kurie der Österreichischen Akademie der Wissenschaften (ÖAW) aufgenommen. 2024 wurde sie korrespondierendes Mitglied der ÖAW. Ihr „Forschungsteam Domestikation“ erhielt 2024 einen Wissenschaftspreis des Landes Niederösterreich.

## Veröffentlichungen
- Wie denken Tiere? Faszinierende Beispiele aus dem Tierreich. Carl Ueberreuter Verlag, Wien 2009, ISBN 978-3-8000-7425-9.[21]